# Псевдоголоморфна крива
Псевдоголоморфна крива (або J-голоморфна крива) — це математичне поняття, що позначає гладке відображення з Ріманової поверхні в майже комплексний многовид, яке задовільняє рівнянням Коші — Рімана.

## Історія
Псевдоголоморфні криві були введені в 1985 році Михайлом Громовим, з тих пір вони зробили революцію у вивченні симплектичних многовидів. Зокрема, теорема про симплектичного верблюда була доведена з використанням псевдоголоморфних кривих. Вони також відіграють важливу роль в теорії струн.

## Означення
Нехай {\displaystyle X} майже комплексний многовид з майже комплексною структурою {\displaystyle J}. Нехай {\displaystyle C} гладка ріманова поверхня (також називається комплексною кривою) з комплексною структурою {\displaystyle j}. Псевдоголоморфна крива в {\displaystyle X} є відображенням {\displaystyle f:C\to X}, що задовольняє умові
{\displaystyle J\circ df=df\circ j,}
Тобто диференціал {\displaystyle df} комплексно-лінійний.